# Prisonniers de l'Himalaya

Prisonniers de l’Himalaya est un documentaire réalisé par Louis Meunier, sorti en 2012.

## Sujet
Le film présente les Kirghizes d'Afghanistan, une peuplade nomade d'éleveurs vivant dans l'Himalaya sur le haut plateau du Pamir, situé à une altitude de quelque 4 300 mètres.

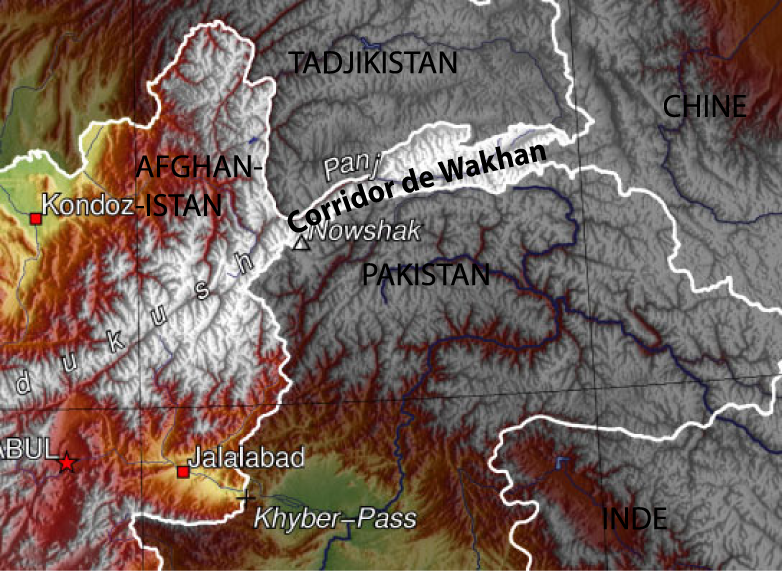
Le corridor du Wakhan

Lors de la fixation des frontières à la fin du dix-neuvième siècle, cette population s'est trouvée peu à peu confinée dans une zone de haute montagne, accessible uniquement par l'étroit corridor du Wakhan, bordé au nord par le Tadjikistan, au sud par le Pakistan et à l'est par la Chine. Alors que cette population nomade ne connaissait aucune frontière, actuellement ce découpage entre plusieurs États oblige cette peuplade de vivre perpétuellement dans cette région au climat hostile — en hiver, la température descend jusqu'à -40° — où rien ne pousse, ce qui les rend « Prisonniers de l’Himalaya » sur ce territoire sans aucune route, ni hôpital, ni école. Pour tous leurs achats, ils doivent se rendre à Sarhad, un village situé à une semaine de marche. Là, ils peuvent échanger les animaux qu'ils élèvent contre des produits de première nécessité.
Dans leurs yourtes, ils consomment maintenant force opium, drogue pour laquelle ils dilapident tout leur cheptel, au détriment de leur famille. Les fils ne trouvent alors que difficilement une épouse, la dot s'élevant à 100 moutons.
De par la rudesse du climat accentuée du fait que le premier médecin est à quatorze jours de marche, la mortalité est une des plus élevées au monde ; ainsi 30 % des enfants n'atteignent pas l'âge de cinq ans. Pour échapper à cette vie, de nombreuses familles ne rêvent que d'émigrer, notamment vers la Turquie et une civilisation où « les moutons sont élevés par les ordinateurs ».
Le film, en plus d'évoquer la vie difficile des Kirghizes, montre de superbes paysages hivernaux et printaniers, les préparatifs et la cérémonie d'un mariage où rites ancestraux et islamistes (nikah) sont mêlés ou encore le bouzkachi, ce jeu où des cavaliers doivent s'emparer d'une carcasse de chèvre.

## Fiche technique
- Titre : Les Prisonniers de l’Himalaya
- Réalisateur : Louis Meunier
- Production : Taimani Films
- Année de production : 2012
- Durée : 52 minutes

## Les Kirghizes d'Afghanistan
La population kirghize d'Afghanistan s'élevait à 1 130 personnes en 2003, tous peuplant l'est du district de Wakhan, dans la province de Badakhshan, au nord du pays. Ils mènent encore une vie nomade et sont dirigés par un khan (ou tegin). C'est la population vivant en haute altitude la plus isolée au monde.